# Josep Maria Cadena i Catalán
Josep Maria Cadena i Catalán (Barcelona, 6 de setembre de 1935) és periodista i crític d'art.

## Biografia
Titulat per la Escuela Oficial de Periodismo (Madrid, 1958), ha practicat gairebé tots els gèneres informatius i d'opinió a la premsa diària, ràdio i ocasionalment televisió, però amb preferència en els mitjans amb suport de paper. Redactor a l'Agència EFE a Barcelona entre 1960 i 1967, continuà a la mateixa quan ingressà a Diario de Barcelona el 1962, on exercí fins al 1976, primer com a redactor i després com a cap de secció encarregat d’organitzar la informació local. Juntament amb Félix Tejada, i sota el comú pseudònim Chaflán, realitzà un comentari diari i destacà en la crítica municipal. A finals de 1969 li encarregaren una secció dominical, que titulà 'Gentes de Pluma y Lápiz', que es va mantenir fins al primer trimestre de 1975, on tractà sobre periòdics satírics, periodistes i dibuixants a la premsa humorística que estaven oblidats pel gran públic, i s'inicià en la crítica de les exposicions de les galeries d'art de Barcelona. Un treball seu en cinc entregues al Diario de Barcelona sobre el 'Periodismo humorístico barcelonés en el siglo XIX' li va valer rebre el premi Mañé i Flaquer de periodisme. També li ha estat atorgat el Premi Ciutat de Barcelona. Fou membre fundador del Grup Democràtic de Periodistes i va pertànyer a les juntes directives de l’antiga Associació de la Premsa de Barcelona i a les de l’actual Col·legi de Periodistes de Catalunya.
Especialitzat en el dibuix humorístic a Catalunya, col·laborà en els llibres d'Editorial Taber (1969-1979) sobre els dibuixos de Juan Gris, Nonell, Apa, Humbert i altres al setmanari Papitu, i redactà accepcions per a la Gran Enciclopèdia Catalana. S'inicià en les monografies sobre artistes catalans contemporanis amb una dedicada al pintor Manuel Ricart Serra (1973), i entre els autors que ha tractat figuren Daniel Argimón, Josep i Ramon Moscardó, Ignasi Mundó, Simó Busom, Lola Pons, Manuel Casals, Maria Antònia Soler, Antoni Vives Fierro i molts d'altres, en un ampli ventall d’estils i tendències. Ha publicat més de setanta-cinc títols referits a temes d'art, biografies de pintors, escultors i dibuixants, i a treballs de divulgació històrica.
Va subscriure com a director la documentació que facilità l'edició del diari Avui, el primer de difusió general en llengua catalana a Catalunya després de la guerra civil espanyola, i fou subdirector d'aquest, essent Josep Faulí director, des del primer número del 23 d'abril de 1976 fins al desembre de 1979. Fou professor a escoles de periodisme i a la Facultat de Ciències de la Informació de Bellaterra, on impartí cursos sobre Història del Periodisme Català.
Acabada la seva etapa a l’Avui, va ser nomenat director de la Hoja del Lunes en el seu darrer període. En 1984 fou cridat com a redactor en cap per El Periódico de Catalunya, amb l'encàrrec d’ocupar-se de les relacions exteriors del diari i, poc després, se li va demanar que creés una secció d'art, en la que s'ajuntaren informació i judicis crítics. El 1995, la Generalitat de Catalunya li concedí la Creu de Sant Jordi "pels seus articles mitjançant els quals ha divulgat la nostra història i la nostra cultura i per l'esperit incisiu i les novetats erudites de les seves crítiques d'art”, i nombrosos artistes i galeristes es reuniren per a retre-li un ampli homenatge. La seva activitat com a crític d'art en El Periódico de Catalunya es perllongà fins al 2010, amb una secció que arribà a publicar-se quatre cops a la setmana, i en la que tractà de les obres exposades de més de tres mil artistes.
És membre d’honor del Consell de la Informació de Catalunya, fundació que vetlla per la correcta aplicació del Codi Deontològic dels periodistes de Catalunya, president de la Fundació Xavier Nogués i de la Fundació Gin, i pertany als patronats de les fundacions Rafael Benet, Salvador Alibau i Joan Capella. El 2015 fou guardonat amb el Premi Nacional de Cultura. L'any 2016 va rebre el Premi Gat Perich i el premi Ofici de Periodista concedit per la seva trajectòria personal pel Col·legi de Periodistes. En el 34 Saló Internacional del Còmic de Barcelona, com a President de la Fundació Gin, presentà Humoristan un nou museu digital dedicat a l'humor.

## Obres
- Dia a dia, calendari de fets històrics catalans (Editorial Millà, 1983)
- Opisso (Editorial Nuevo Arte Thor, 1987)
- 505 fets bàsics de Catalunya (Edicions La Campana, 1989)
- Els alcaldes de Barcelona en caricatura (Edicions La Campana, 1991)
- Fets cabdals de la història de Catalunya (Galaxia Gutenberg, 1997)
- D'Ivori, la màgia de la il·lustració (Ajuntament de Barcelona, 1997)
- Paisatgistes Editado V.Coromina Deposito legal B-4657497
- Figures Editado por V.Coromina Deposito Legal GI-66-2000
- Interiors Editado por V.Coromina Deposito Legal GI-516/03
- Opisso (Colección Petritxol Ocho, 2003)
- El dibuix a Catalunya: 100 dibuixants que cal conèixer (Editorial Pòrtic, 2004)
- El Perich, humor sin concesiones (Ediciones El Jueves, 2005)
- Opisso 1903-1912, els dibuixants del ¡Cu-Cut!.Barcelona, Àmbit serveis editorials, 2013.[10]
- Junceda 1902-1906 (I). Barcelona, Àmbit serveis editorials, 2013. ISBN 9788496645172
- Junceda 1907-1909 (II). Barcelona, Àmbit serveis editorials, 2014. ISBN 9788496645219
- Junceda 1910-1912 (III). Barcelona, Àmbit serveis editorials, 2014. ISBN 9788496645226
- Barcelona vista pels seus dibuixants (1888-1929). Barcelona, Àmbit serveis editorials, 2014. ISBN 9788498505917
- Ismael Smith 1905-1911. Barcelona, Àmbit serveis editorials, 2015. ISBN 9788496645301
- Joan Llaverias (1) 1902-1904. Barcelona, Àmbit serveis editorials, 2016. ISBN 9788496645318
- Feliu Elias Apa (1) 1902-1905. Barcelona, Àmbit serveis editorials, 2017. ISBN 9788496645400
- Feliu Elias Apa (2) 1906-1908. Barcelona, Àmbit serveis editorials, 2018. ISBN 9788496645431
- Gaietà Cornet (1) 1902-1903. Barcelona, Àmbit serveis editorials, 2018. ISBN 9788496645479